# Georg Rörer
Georg Rörer, latinisiert Georgius Rorarius (* 1. Oktober 1492 in Deggendorf (Niederbayern); † 24. April 1557 in Jena) war ein evangelischer Theologe, Reformator und Stenograf von Martin Luthers Predigten.

## Leben und Wirken
Rörer verbrachte seine Jugend (wahrscheinlich) in Deggendorf. 1511 begann er sein Studium in Leipzig, wurde 1515 Baccalaureus und 1520 Magister. Hier lernte er spätere Weggefährten, wie z. B. Caspar Cruciger, kennen. 1522 setzte er sein Studium in Wittenberg fort, wo er mit Martin Luther, Philipp Melanchthon und Johannes Bugenhagen zusammentraf. 1525 wurde er Diakon an der Stadtkirche. Seine Ordination am 14. Mai 1525 war die erste evangelische Ordination.
Rörer heiratete am 6. Dezember 1525 Hanna (Hannchen, Hannica) Bugenhagen, die Schwester des Wittenberger Pfarrers. Sie hatten einen Sohn, Paul (* 27. Januar 1527). Als Hanna noch im selben Jahr eine Tochter tot gebar, verstarb sie wenige Stunden später am 2. November 1527 im Kindbett an der Pest, die gerade in Wittenberg grassierte. Rörer zog daraufhin mit seinem Sohn und Johannes Bugenhagen in das Haus Luthers ein. Am 28. Mai 1528 heiratete Rörer eine ehemalige Nonne namens Magdalena († nach 1559), mit der er vier weitere Kinder hatte: Johannes (* 9. Mai 1529), Magdalena (* 1530), Stephan (* 1532), Hanna (* 9. Januar 1537) und Anastasia († 1572; Mutter des Liederdichters Martin Rutilius).
1529 begleitete Rörer Luther zum Gespräch mit Zwingli nach Marburg. Außer als Luthers Reisebegleiter auf dieser und anderen Reisen machte er sich durch das regelmäßige Mitschreiben von Luthers Predigten und Vorlesungen, teilweise auch Tischreden, sowie von Vorlesungen Melanchthons und Predigten Bugenhagens verdient. Er sorgte gemeinsam mit Caspar Cruciger und Veit Dietrich dafür, dass Luthers mündliche Vorträge fast vollständig überliefert wurden. Da er auf Dauer den Anforderungen an ihn nicht gewachsen war, entband ihn 1537 Johann Friedrich I. der Großmütige von seinen kirchlichen Pflichten und beauftragte ihn offiziell mit der Dokumentation von Luthers Schaffen. Gemeinsam mit Cruciger besorgte er ab 1539 den ersten Band der Wittenberger Lutherausgabe.
Nach Luthers Tod geriet Rörer wegen seiner Arbeitsweise unter Druck, da er in Luthers Texte „eingriff“, wobei seine Änderungen allerdings auf Luther (der inzwischen verstorben war) zurückgingen. 1551 verließ er Wittenberg und ging nach Dänemark, wo ihn König Christian III. förderte. Nach der Entlassung aus der kaiserlichen Gefangenschaft berief Johann Friedrich von Sachsen Rörer 1553 nach Jena. Hier arbeitete er als Korrektor an der Jenaer Lutherausgabe mit, deren erster Band 1555 erschien. Bis zu seinem Tode wuchs die Ausgabe auf vier Bände an. Insgesamt bestand die Jenaer Lutherausgabe aus acht deutschen und vier lateinischen Bänden.
Auf ihn geht die momentan älteste bekannte Notiz von Luthers Thesenanschlag zurück. Die Datierung ist strittig, da nicht eindeutig ersichtlich ist, ob er sie noch zu Lebzeiten Luthers oder erst nach dessen Tod, auf jeden Fall nach 1540, vorgenommen hat.

## Stenograf von Martin Luthers Predigten und Vorlesungen

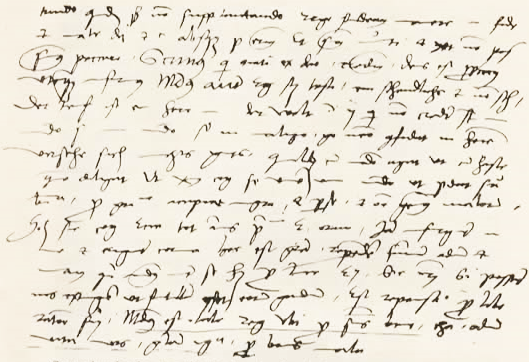
Auszug einer Mitschrift Rörers von 1527 aus einer Vorlesung Luthers über den 1. Brief des Johannes

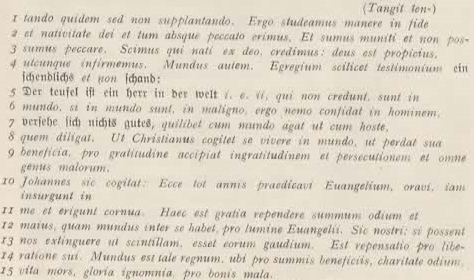
Übertragung des obigen Textes von 1527

Georg Rörer war ein früherer Studiengenosse Caspar Crucigers und  erlernte von ihm die Kunst des stenografischen Mitschreibens von  Predigten. Rörers Kürzungsverfahren gleicht dem Kürzungsverfahren Crucigers. Der Hauptunterschied besteht jedoch im Auslassen von ganzen Wörtern und Satzteilen. Außerdem unterscheidet Rörer durch Richtung und Strichstärke der Abstriche die lateinischen Endungen dem, dam und dum. Auch die deutsche Endung en wie zum Beispiel im Wort gehen wird durch einen bestimmten Abstrich gekürzt.
Ab 1523 begann Rörer mit dem Mitschreiben von Martin Luthers Predigten sowie den Predigten seines Schwagers Johannes Bugenhagen. Diese beträchtliche Zahl der Mitschriften wurde 1894 in Zwickau und 1904 in Jena entdeckt. Die Mitschriften stammen aus der Zeit von 1523 bis 1546.
Einer der weiteren Predigtmitschreiber Luthers neben Cruciger und anderen war Stephan Roth.